# Местинг (лунный кратер)
Кратер Местинг (лат. Mösting) — небольшой ударный кратер в области юго-восточного побережья Моря Островов на видимой стороне Луны. Название присвоено в честь датского банкира и мецената Йохана Сигизмунда Местинга (1759—1843) и утверждено Международным астрономическим союзом в 1935 г. Образование кратера относится к коперниковскому периоду.

## Описание кратера

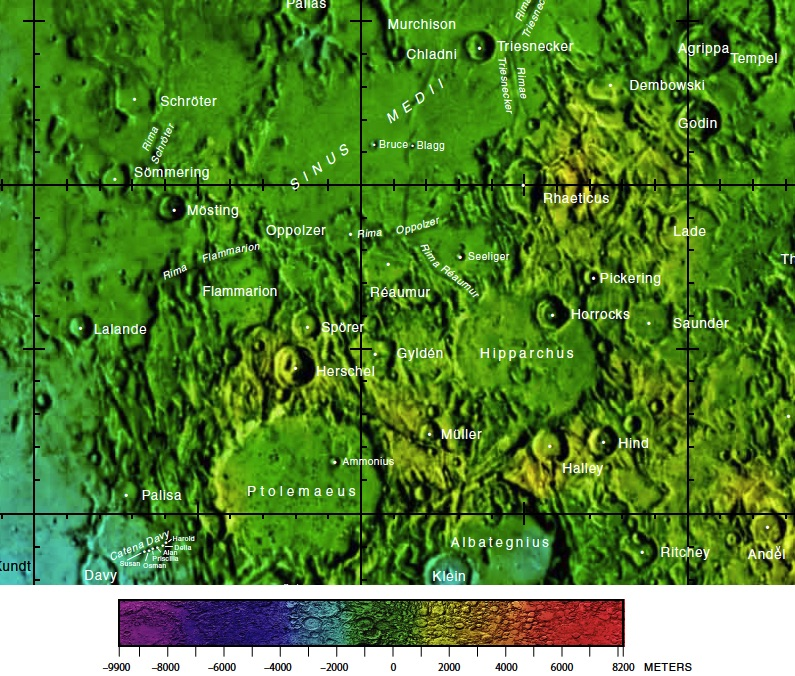
Окрестности кратера Местинг. Фрагмент карты видимой стороны Луны.

Ближайшими соседями кратера являются кратер Земмеринг на северо-западе; кратер Фламмарион на юго-востоке и кратер Лаланд на юго-западе. На северо-востоке от кратера Местинг находится Залив Центральный; на юге борозда Фламмариона. Селенографические координаты центра кратера 0°42′ ю. ш. 5°53′ з. д. / 0,7° ю. ш. 5,88° з. д., диаметр 24,4 км, глубина 2800 м.
Кратер Местинг имеет полигональную форму с небольшой впадиной в северной части. Вал с четко очерченной острой кромкой и террасовидным внутренним склоном. У подножия внутреннего склона лежит кольцо осыпей пород. Высота вала над окружающей местностью достигает 840 м, объем кратера составляет приблизительно 370 км³. Дно чаши пересеченное, в центре чаши расположен небольшой холм. По морфологическим признакам кратер относится к типу TRI (по названию типичного представителя этого класса — кратера Триснеккер).

## Сечение кратера
На приведенном графике представлено сечение кратера в различных направлениях, масштаб по оси ординат указан в футах, масштаб в метрах указан в верхней правой части иллюстрации.

## Сателлитные кратеры
| Местинг | Координаты                                        | Диаметр, км |
| ------- | ------------------------------------------------- | ----------- |
| A       | 3°13′ ю. ш. 5°11′ з. д. / 3,21° ю. ш. 5,19° з. д. | 12,2        |
| B       | 2°44′ ю. ш. 7°23′ з. д. / 2,73° ю. ш. 7,39° з. д. | 6,8         |
| C       | 1°49′ ю. ш. 8°07′ з. д. / 1,81° ю. ш. 8,11° з. д. | 3,8         |
| D       | 0°22′ ю. ш. 5°07′ з. д. / 0,37° ю. ш. 5,12° з. д. | 6,7         |
| E       | 0°11′ с. ш. 4°35′ з. д. / 0,18° с. ш. 4,59° з. д. | 36,3        |
| K       | 0°46′ ю. ш. 7°22′ з. д. / 0,77° ю. ш. 7,37° з. д. | 3,1         |
| L       | 0°41′ ю. ш. 3°26′ з. д. / 0,69° ю. ш. 3,43° з. д. | 3,0         |
| M       | 1°22′ ю. ш. 4°22′ з. д. / 1,37° ю. ш. 4,36° з. д. | 31,6        |
| U       | 3°09′ ю. ш. 6°35′ з. д. / 3,15° ю. ш. 6,58° з. д. | 18,2        |

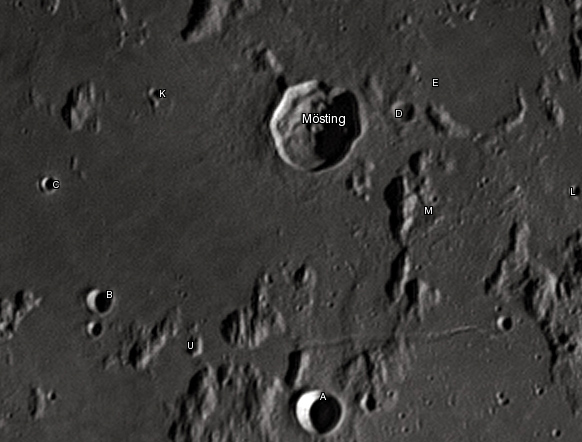
Снимок Девида Кемпбелла.

- Сателлитный кратер Местинг А играет фундаментальную роль в системе селенографических координат, по нему определяется начало лунных координат. Координаты этого кратера приняты: 3°12′43.2″ ю. ш. 5°12′39.6″ з. д.. В 1931—1948 советский астроном Игорь Владимирович Белькович выполнил гелиометрические наблюдения Луны и получил новый ряд из 247 измерений кратера Местинг А относительно точек края Луны.
- Сателлитный кратер Местинг А имеет яркость 9° по таблице яркостей Шрётера
- Кратер Местинг и сателлитный кратер Местинг А включены в список кратеров с яркой системой лучей Ассоциации лунной и планетарной астрономии (ALPO)[7].
- Сателлитный кратер Местинг А включен в список кратеров с темными радиальными полосами на внутреннем склоне Ассоциации лунной и планетарной астрономии (ALPO)[8].
- Кратер Местинг и сателлитные кратеры Местинг А, Местинг C относятся к числу кратеров, в которых зарегистрированы температурные аномалии во время затмений. Объясняется это тем, что подобные кратеры имеют небольшой возраст и скалы не успели покрыться реголитом, оказывающим термоизолирующее действие.

## См.также
- Список кратеров на Луне
- Лунный кратер
- Морфологический каталог кратеров Луны
- Планетная номенклатура
- Селенография
- Минералогия Луны
- Геология Луны
- Поздняя тяжёлая бомбардировка